# Tanner Scheppers
Tanner Ross Scheppers (né le 17 janvier 1987 à Mission Viejo, Californie, États-Unis) est un lanceur droitier des Ligues majeures de baseball jouant avec les Rangers du Texas.

## Carrière
Tanner Scheppers est un joueur d'arrêt-court durant ses années à l'école secondaire mais lorsque son collège se retrouve à court de lanceurs au printemps 2005, il fait la transition vers le monticule. Le lanceur droitier est repêché au 29e tour de la séance de repêchage de 2005 par les Orioles de Baltimore mais il ne signe pas de contrat avec le club et s'inscrit plutôt à l'Université d'État de Californie à Fresno. Il devient un choix de deuxième ronde des Pirates de Pittsburgh en 2008 mais ceux-ci sont inquiétés par la santé de Scheppers, qui est blessé à l'épaule. Les Pirates renoncent à le mettre sous contrat et Scheppers est sélectionné en première ronde (44e au total) par les Rangers du Texas en 2009.
Tanner Scheppers fait ses débuts dans le baseball majeur comme lanceur de relève avec les Rangers du Texas le 7 juin 2012.